# مير آصف القزويني
السيد مير آصف القزويني. هو رجل دين شيعي فارسي من أهل قزوين ذكره محسن الأمين في أعيان الشيعة مثنياً عليه، وذكره كذلك علي التبريزي في مرآة الكتب، وقد نقلا - أي الأمين والتبريزي ثناء عبد النبي القزويني عليه من كتابه تتميم أمل الآمل وهو قوله: ”من علماء السادات وسادات العلماء والفضلاء الفائزين بعالي الدرجات. رأيت علماء قزوين الذين فازوا بلقائه يمدحونه ويثنون عليه ويعظمونه ويصفونه بالفضل ولم ألقه“.
وفصل القزويني ترجمته ذاكراً أنه درس في قزوين وأصفهان، وحدد تلك الفترة الزمنية أنها في أواخر المائة الحادية عشرة وأول الثانية عشرة، ثم عاد من أصفهان إلى قزوين إلى تفليس، وذكر أنه: ”كان في المحاصرة المحمودية“. ومراده بالمحاصرة المحمودية - كما ذكر الأمين - هو ”محاصرة الأفغانيين ورئيسهم محمود خان لأصفهان وله في المواساة وإيثاره إخوانه المؤمنين حكايات تذكر“.

## مؤلفاته
- شرح خطبة الهمام. ذكر هذا الشرح القزويني في تتميم الأمل بقوله: ”ورأيت من مصنفاته شرحه على خطبة الهمام المروية عن أمير المؤمنين عليه السلام في نهج البلاغة والكافي في صفات المؤمن وأجاد فيه كمال الإجادة“،[5] ونقل عنه الطهراني في الذريعة.[1]

### كتب
- تتميم أمل الآمل. عبد النبي القزويني، طبع قم - إيران، 1407 هـ، منشورات مكتبة آية الله المرعشي النجفي.
- مرآة الكتب. علي التبريزي، طبع قم - إيران، 1414 هـ، منشورات مكتبة آية الله المرعشي النجفي.
- أعيان الشيعة. محسن الأمين، طبع بيروت - لبنان، تاريخ الطبع مفقود، منشورات دار التعارف.
- الذريعة إلى تصانيف الشيعة. آغا بزرگ الطهراني، طبع بيروت - لبنان، تاريخ الطبع مفقود، منشورات دار الأضواء.

### إشارات مرجعية
1. 1 2  
الطهراني، آغا بزرگ. الذريعة إلى تصانيف الشيعة - ج13. ص. 226. مؤرشف من الأصل في 2019-12-17.
2. 1 2  
الأمين، محسن. أعيان الشيعة - ج2. ص. 87. مؤرشف من الأصل في 2019-12-08.
3. ↑  
التبريزي، علي. مرآة الكتب. ص. 97. مؤرشف من الأصل في 2019-05-28.
4. ↑  
القزويني، عبد النبي. تتميم أمل الآمل. ص. 48. مؤرشف من الأصل في 2019-12-14.
5. 1 2  
القزويني، عبد النبي. تتميم أمل الآمل. ص. 49. مؤرشف من الأصل في 2019-12-14.